# 風美まい
風美 まい（かざみまい、生年非公表1月16日 - ）は、日本の歌手、タレント。旧芸名：日の出 舞子、武田 舞

## 人物
大阪芸術大学放送学科・ラジオ専攻。卒業後にアナウンス専門学校でさらに話すことについての研鑽を続ける。その後、俳優でありベテラン声優の黒沢良に弟子入り。さらに日本俳優連合の演技セミナーで高城淳一に師事。
テレビ・ラジオのＣＭ、テレビドラマ、DJ、レポーター、ボイスオーバー、司会などに多数の出演実績あり。歌手に転向してからは、ポップス、演歌、ジャズ、クラシックと、各ジャンルのボイストレーナーから発声と歌の指導を受け、マルチジャンル歌手として活躍。
現在、歌手活動と同時にボイスティーチャーとして読売・日本テレビ文化センターにて講座を持つ。

## ディスコグラフィー（日の出舞子　風美まい）
1. 女のよろこび　作詞　すえなが武　作曲　只縄博敏　編曲　川端マモル
2. 沈丁花　　　　作詞　坂口照幸　　作曲　杉本真人　編曲　川端マモル
3. 百年浪漫　　　作詞　仁井谷俊也　作曲　徳久広司　編曲　伊戸のりお
4. 人恋すずめ　　作詞　仁井谷俊也　作曲　只縄博敏　編曲　伊戸のりお
5. 陽炎日記　　　作詞　鳥井 実　　 作曲　松木好文　編曲　松木好文
6. 人恋すずめ　　作詞　仁井谷俊也　作曲　只縄博敏　編曲　伊戸のりお

## 出演作品
- ラジオ出演 ：「黒沢良のマイルドタイム アシスタントMC」「ラジオ日本 日曜競馬実況中継アシスタントMC」「NHK千葉 FM 夕べのひとときアシスタントMC」「FM-FUJI アロンアルフア ミステリーBOX」「マイハートフルSONG｣　｢演歌だよ！｣　｢歌謡ワンダーランド｣　｢熱烈熱愛大放送｣｢ミュージックポスト｣　｢北さんの歌きた道中｣　｢午後のえんかＢＯＸ｣　｢ホット･キュット歌謡曲｣　｢しびれて土曜日｣　｢ミッドナイトガレージ」「おきぬけ歌謡ロータリー｣　｢風美まいのシャベッテリア｣ ほか多数+
- CMナレーション ：ヤンマー ・ 花王 ・ 三菱乾電池 ・ 日本船舶振興会 ・ 日本タッパーウェア 　ほか、テレビ、ラジオCMナレーション多数+
- テレビ出演 ：「火曜サスペンス劇場」「日本ガス協会CM」「NHKテレビ　報道 関東リポーター」「山梨放送 やまなし今日あした」「新潟テレビ21 熱烈！まるまる長岡まつり」「千葉テレビ　カラオケトライアルゲスト」「コアラテレビ　うたの時間」ほかテレビ出演多数+
- イベント ： つくばエクスプレスオープニングセレモニー｢おおたかの森駅｣ / ゆーもあ大賞 授賞式 / 第165回バウスシアター落語会 / 銚子電鉄 犬吠駅 一日駅長(元旦･80周年記念) ほか多数+

others
- 出版掲載 ： サンケイスポーツ / 千葉日報 / 連合通信  / DAILYMAN / 演歌ジャーナル / 歌の手帳 / カラオケファン ほか+
- 「声で人生を変えるためのボイストレーニング教室」+

## 資格
ハーブ+アロマテラピー　インストラクター
全身痩身リンパトリートメント　認定講師
小顔リンパトリートメント(フェイス·ヘッド)インストラクター
心理メンタルケア+ハートケア+カウンセリング　認定講師　
ペット介護士プロフェッショナル
スキューバダイビング(NASA,CUMAS)
剣道三段
書道二段
普通自動車免許
自動二輪中型免許